# Лонгсвомп Тауншип (округ Беркс, Пенсільванія)
Лонгсвомп Тауншип (англ. Longswamp Township) — селище (англ. township) в США, в окрузі Беркс штату Пенсільванія. Населення — 5567 осіб (2020).

## Демографія
Згідно з переписом 2010 року, у селищі мешкало 5679 осіб у 2324 домогосподарствах у складі 1545 родин. Було 2467 помешкань
Расовий склад населення:
| - 97,7 % — білих - 0,5 % — чорних або афроамериканців - 0,4 % — азіатів - 0,1 % — корінних американців |

До двох чи більше рас належало 1,1 %. Частка іспаномовних становила 1,5 % від усіх жителів.
За віковим діапазоном населення розподілялося таким чином: 18,3 % — особи молодші 18 років, 60,7 % — особи у віці 18—64 років, 21,0 % — особи у віці 65 років та старші. Медіана віку мешканця становила 46,7 року. На 100 осіб жіночої статі у селищі припадало 94,0 чоловіків;  на 100 жінок у віці від 18 років та старших — 93,5 чоловіків також старших 18 років.
Середній дохід на одне домашнє господарство  становив 63 396 доларів США (медіана — 56 092), а середній дохід на одну сім'ю — 74 641 долар (медіана — 62 597). Медіана доходів становила 43 705 доларів для чоловіків та 39 459 доларів для жінок. За межею бідності перебувало 8,9 % осіб, у тому числі 2,5 % дітей у віці до 18 років та 8,9 % осіб у віці 65 років та старших.
Цивільне працевлаштоване населення становило 2901 особа. Основні галузі зайнятості: виробництво — 25,3 %, освіта, охорона здоров'я та соціальна допомога — 15,1 %, науковці, спеціалісти, менеджери — 11,3 %, роздрібна торгівля — 8,4 %.